# برايان بيري (جغرافي)
برايان بيري (بالإنجليزية: Brian Berry)‏ هو جغرافي بريطاني، ولد في 16 فبراير 1934 في سدجلي ‏ في المملكة المتحدة.